# Jardim Botânico (barrio)

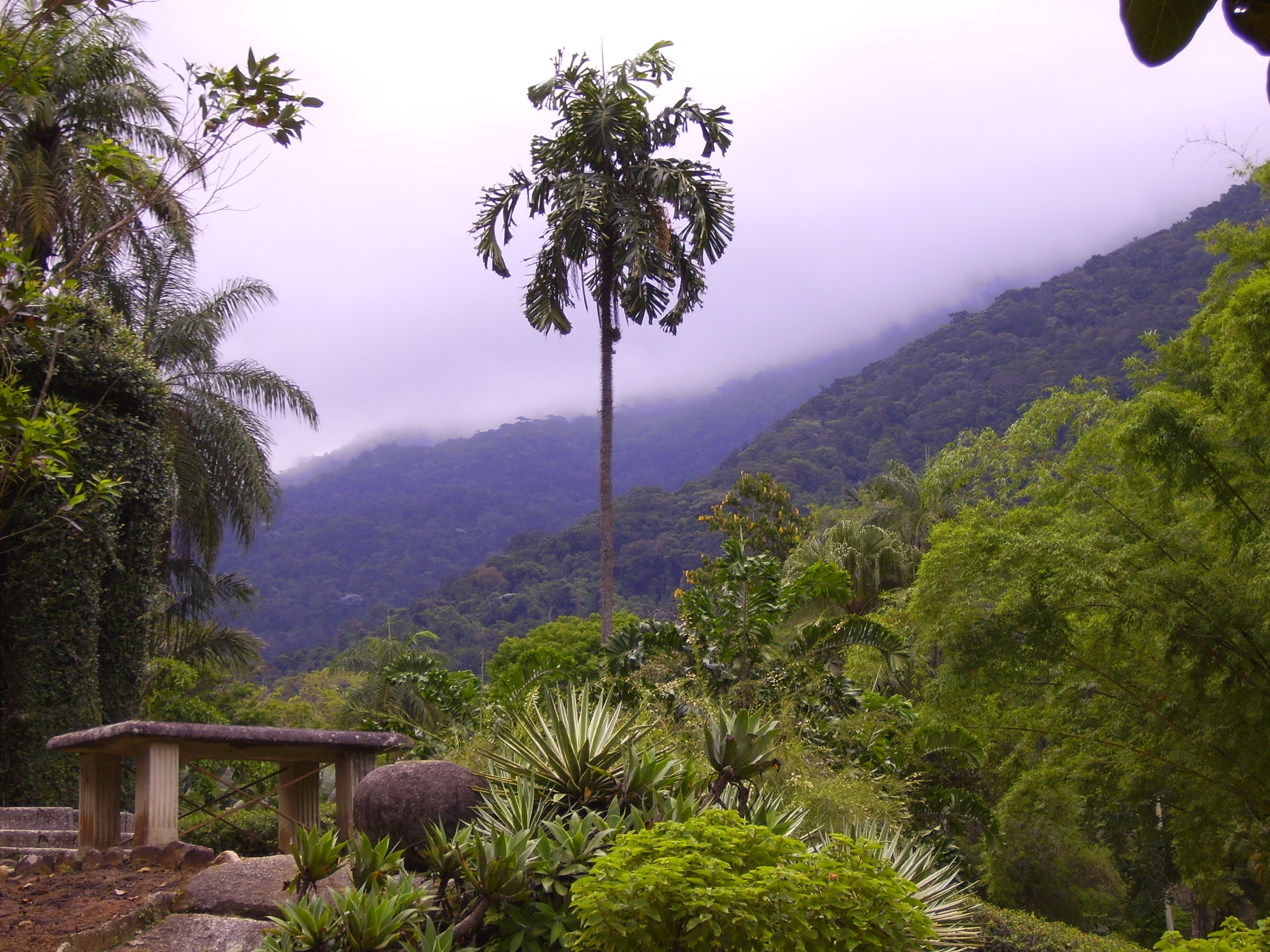
El jardín botánico de Río de Janeiro, en el barrio homónimo.

Jardim Botânico es un barrio de la Zona Sur del municipio de Río de Janeiro, Brasil.
El barrio debe su nombre al famoso parque jardín botánico, institución científica creada en 1808 con la llegada a Brasil de Don João VI.
El barrio también cuenta entre sus espacios verdes al Parque Lage y parte de la Floresta de Tijuca, dotándolo de una inusitada cantidad de vegetación para una ciudad tan importante como Río de Janeiro.
Este gran pulmón verde sumado a su proximidad con la laguna Rodrigo de Freitas brinda al barrio una temperatura más amena que la media de la ciudad.

## Ubicación
Limita con los barrios Lagoa, Gávea, Humaitá y Alto da Boa Vista. El barrio se comunica con la zona norte de la ciudad a través del túnel Rebouças, que pasa por debajo del cerro Corcovado. El músico Antônio Carlos Jobim solía bromear que el barrio estaba en el sovaco do Cristo, bajo las axilas del Cristo Redentor, cita que también dio nombre al bloco de carnaval del barrio.

## Datos generales
- Población total: 20.014 habitantes, de los cuales 9.105 son hombres y 10.909 mujeres (censo de 2000)[2]
- Área territorial: 268,92 hectáreas (2003)[3]
- Áreas urbanizadas y/o alteradas: 46,83% (2001)[4]
- Escuelas municipales: 5 con 1345 alumnos (2009)[5]